# Egdotika
Egdotika je grana pomoćnih povijesnih znanosti koja se bavi proučavanjem teorije i prakse izdavanja povijesnih isprava.